# Бурукин, Дмитрий Александрович
Дмитрий Александрович Буру́кин (род. 26 августа 1988, Москва, СССР) — российский актёр театра и кино, хореограф.

## Биография
Дмитрий Бурукин родился в Москве 26 августа 1988 года. С 5 лет занимался бальными танцами. Три раза становился победителем чемпионата Москвы по бальным танцам, а в 2001 году завоевал «серебро» чемпионата России. Танцевальные успехи привели Дмитрия в шоу-балет «Тодес». Дмитрий является мастером спорта по бальным танцам. В 2004 году, ещё будучи школьником, Дмитрий снялся в сериале «Самая красивая» Д. Брусникина. После окончания школы поступил в ГИТИС (курс А. Бородина).
В 2009 году был принят в труппу Российского академического молодёжного театра. Дмитрий играл в спектаклях «Красное и Чёрное»,"Золушка" и других. Первая главная роль в РАМТе — Д’Артаньян в спектакле «Мушкетёры», премьера которого состоялась в 2013 году. Кроме того, Дмитрий поставил в этом спектакле пластические номера. Ещё будучи студентом ГИТИСа Дмитрий пробует себя в качестве хореографа-постановщика. В качестве хореографа и постановщика пластических сцен Дмитрий работал над спектаклями «Rock’n’roll», «Подходцев и двое других», «Демократия»,"Я хочу в школу" и другими.
В числе постановок с участием Бурукина много спектаклей для детей: «Приключения Тома Сойера», «Незнайка-путешественник», «Волшебное кольцо», «Бесстрашный барин», «Медведко».
Дебютным проектом в кинематографе для Дмитрия стала роль в фильме 2005 года «Самая красивая». В следующий раз на съёмочную площадку актера пригласили спустя два года, на роль Петра в сериале «Дар Божий». Еще через два года — в 2009-м — Бурукин получил главную роль в молодежной музыкальной мелодраме Е. Дружинина «Первая любовь», где его партнёршей стала певица Юлия Савичева. В 2010 году Дмитрий участвовал в Эдинбургском международном фестивале в Шотландии в качестве хореографа-постановщика музыкального спектакля «Above The Clear Blue Sky». В 2014 году на экраны вышла музыкальная комедия-фэнтези «Тайна четырёх принцесс» Олега Штрома, в которой Дмитрий Бурукин исполнил роль Ганса.
С 2011 по 2012 год участвовал в телепередаче «АБВГДейка» (клоун Митя).
Дмитрий выступает за команду РАМТа в чемпионате московских театров по мини-футболу «Футбол как искусство».

## Творчество

### Работы в театре

#### Российский академический молодёжный театр

##### Спектакли, снятые с репертуара
- 2002 — «Эраст Фандорин» Б. Акунина. Режиссёр: Алексей Бородин — портье
- 2004 — «Волшебник Изумрудного города» А. Волкова. Режиссёры: А. Блохин, А. Весёлкин — Дзанни, Трусливый лев
- 2006 — «Золушка» Е. Шварца. Режиссёр: Алексей Бородин — Волшебник
- 2008 — «Красное и Чёрное» Стендаля. Режиссёр: Юрий Ерёмин — Норбер
- 2009 — «Приключения капитана Врунгеля» А. Некрасова. Режиссёр: Борис Гранатов
- 2010 — «Думайте о нас» Е. Клюева. Режиссёр: Владимир Богатырёв — 2-й стражник
- 2011 — «Rock’n’roll» Т. Стоппарда. Режиссёр: Адольф Шапиро — Пан
- 2012 — «Скупой» Ж. Б. Мольера. Режиссёр: Егор Перегудов — Симон, маклер
- 2012 — «Шатов. Кириллов. Пётр» по «Бесам» Ф. М. Достоевского. Режиссёр: Александр Доронин — Эркель[9][10].
- 2014 — «Игры на крыше старой мельницы» Б. Мантаева. Режиссёр: Галина Зальцман — Атак[11].
- 2015 — «Подходцев и двое других» А. Аверченко. Режиссёр: Сергей Алдонин — Рыжий
- 2015 — «Северная одиссея» по киносценарию П. Луцика, А. Саморядова. Режиссёр: Екатерина Гранитова — Николай Смагин[12].
- 2020 — «Ромео и Джульетта» У. Шекспира. Режиссёр: Егор Перегудов — слуги / музыканты

##### Текущий репертуар
- 1989 — «Приключения Тома Сойера» М. Твена. Режиссёр: Джон Крэнни — Гекльберри Финн
- 1999 — «Незнайка-путешественник» Н. Носова. Режиссёр: А. Блохин — Шпунтик
- 2005 — «Чисто английское привидение» О. Уайльда. Режиссёр: Александр Назаров — Фотограф
- 2010 — «Чехов-гала» А. П. Чехова. Режиссёр: А. Бородин — Ять, 2-й кавалер («Свадьба»)
- 2010 — «Алые паруса» А. Грина. Режиссёр: А. Бородин — Мужской ансамбль
- 2010 — «Бесстрашный барин» А. Н. Афанасьева. Режиссёр: Марфа Назарова (Горвиц) — Бесстрашный барин, Фома
- 2010 — «Волшебное кольцо» А. Н. Афанасьева. Режиссёр: Хухлин Александр — Царь[13]
- 2013 — «Мушкетёры» А. Дюма. Режиссёр: Андрей Рыклин — Д’Артаньян
- 2014 — «Медведко» А. Н. Афанасьева. Режиссёр: Олег Долин[14]
- 2014 — «Нюрнберг» Эбби Манна. Режиссёр: А. Бородин — жители Нюрнберга / американские солдаты
- 2017 — «Я хочу в школу» А. Жвалевского, Е. Пастернак. Режиссёр: Александр Баркар — Димка[15][16][17]
- 2018 — «Чёрная курица» А. Погорельского. Режиссёр: Е. Половцева — мальчишки / подземные жители
- 2022 — «Остров сокровищ» Р. Л. Стивенсона. Режиссёр: А. Коручеков — Слепой Пью / О'Брайен
- 2022 — «Зверский детектив» А. Старобинец. Режиссёр: И. Васильева — Гриф / Жук / Заяц / Крот / Скворчонок
- 2022 — «Душа моя Павел» А. Варламова. Режиссёр: А. Бородин — Сыроед
- 2023 — «Леопольдштадт» Т. Стоппарда. Режиссёр: А. Бородин — Арон
- 2024 — «Мой первый бизнес» Н. Перевезенцевой. Режиссёр: И. Пачин — дедушка Феди / Корова

#### Другие театральные работы
- 2011 — пластический спектакль «Всюду жизнь». Режиссёр: Е. Дружинин — Солдатик
- 2017 — спектакль «Пролетая над гнездом кукушки». Театр-мастерская Алексея Конышева "ПРИЗРАК" ("GHOST") — Санитар Уильямс
- 2018 — пластический спектакль «Рождение» (совместный проект с группой «Zero people»). Режиссёр И. Орцуев.[18][19]

### Работы в кино
- 2005 — «Самая красивая» (мини-сериал). Режиссёр: Д. Брусникин — Дима
- 2007 — «Дар Божий» (сериал). Режиссёр: Олег Штром — Пётр
- 2008 — «Савва» (мини-сериал). Режиссёр: Е. Герасимов — эпизод
- 2008 — «Самая красивая — 2» (мини-сериал). Режиссёр: Е. Николаева — Дима
- 2009 — «Первая любовь». Режиссёр: Е. Дружинин — Саша
- 2010 — «Невидимки (телесериал)». 30 серия «Смерть по расписанию» — Стас
- 2011 — «Пока Шива танцует». Режиссёр: Олег Штром — Пельмень
- 2014 — «Тайна четырёх принцесс». Режиссёр: Олег Штром — Ганс
- 2016 — «Интим не предлагать». Режиссёр: Олег Штром — Михаил
- 2016 — «Ольга». Режиссёр: Алексей Нужный, Игорь Волошин — санитар
- 2016 — «Анна-детективъ» («Пасьянс Коломбины», фильм 17-й) — «Рыжий», контрабандист
- 2017 — «Круговорот» (сериал). Режиссёр: Павел Дроздов, Сергей Васьковский — Игорь
- 2017 — «Шрам» (мини-сериал). Режиссёр: Д. Магонов — Василий Хромов
- 2019 — «Доктор Рихтер-3». Режиссёр: А. Борматов — эпизод
- 2019 — «Лев Яшин. Вратарь моей мечты». Режиссёр: Василий Чигинский — Жених
- 2019 — «Маршруты любви». Режиссёр: Борис Рабей — Миша
- 2019 — «Совсем чужие». Режиссёр: В. Девятилов — эпизод
- 2020 — «Самый лучший муж». Режиссёр: С. Лялин — Лёня Куркулёв
- 2024 — «Ванильное небо». Режиссёр: В. Донсков — Максим, звукооператор

### Хореограф
- 2011 — «В пространстве сцены»
- 2011 — «Rock’n’roll»
- 2012 — «Скупой» (ассистент хореографа)
- 2013 — «Мушкетёры»
- 2014 — «Денискины рассказы»
- 2015 — «Подходцев и двое других»
- 2016 — «Демократия»
- 2017 — «Я хочу в школу»
- 2018 — «Четвёртый богатырь»
- 2018 — «Чёрная курица»
- 2021 — «Выстрел»
- 2022 — «Душа моя Павел»
- 2023 — «Леопольдштадт»
- 2024 — «Усадьба Ланиных»